# ドナート (フン族)
ドナート（Donat、412年没）は、フン族の族長の一人（410年 - 412年）。ウルディンの後継者であるが、何らかの形でのちのアッティラにつながるカラトに取って代わられる。

## 参照
- 「アッチラとフン族」（ルイ・アンビス著、安斎和雄訳、白水社、1973年）ISBN 978-4560055366
- 「アッチラ王とフン族の秘密―古代社会の終焉」（ヘルマン・シュライバー著、金森誠也翻訳、佑学社、1977年）
- 「フン族―謎の古代帝国の興亡史」（E・A・トンプソン著、木村伸義訳、法政大学出版局、1999年）ISBN 978-4588371080